# Travis Benjamin (football américain)
Pour les articles homonymes, voir Travis Benjamin.
(en) Statistiques sur pro-football-reference
Travis Jammal Benjamin, né le 29 décembre 1989 à Belle Glade, est un joueur américain de football américain.
Il joue wide receiver pour les 49ers de San Francisco en National Football League (NFL).